# Pardosa algens
Pardosa algens är en spindelart som först beskrevs av Kulczynski 1908.  Pardosa algens ingår i släktet Pardosa och familjen vargspindlar. Inga underarter finns listade i Catalogue of Life.